# Tanjung Samak
Tanjung Samak is een bestuurslaag in het regentschap Meranti-eilanden van de provincie Riau, Indonesië. Tanjung Samak telt 5327 inwoners (volkstelling 2010).